# Puente Huangpu
El puente de Huangpu es un puente combinado localizado en la provincia de Guangdong en China que atraviesa el río Perla y que une las localidades de Huangpu y Panyu.
Este puente, cuya longitud total es de 7016 m, es una combinación de un puente colgante y un puente atirantado. La sección del puente colgante cruza el canal suroeste y tiene un vano principal de 1108 m (en 2012 este puente colgante era uno de los diez más largos de China y uno de los 20 más largos del mundo) y la atirantada tiene 383 m sobre el canal noreste. Con 201 m de alto el pilón en la sección atirantada es uno de los pilones de puente más altos del mundo.
El coste de la obra ascendió a 4.200 millones de yuanes y se abrió al tráfico en diciembre de 2008. Por el puente pasa la autovía que une Pekín con Zhuhai.

Alzado del puente de Huangpu